# Jeballah Bellakh
Jeballah Bellakh ou  Djamel Jeballah Bellakh né le 1er septembre 1948 à Batna, est un peintre algérien.

## Biographie
Jeballah Bellakh est autodidacte. Il a arrêté de peindre  et il a choisi de rester dans la localité de Mâafa. 

### Exposition
Il a exposé individuellement à Tunis en 1981, à Paris en 1982  et à Oran 1993. Il a également présenté ses tableaux lors des expositions collectives à Batna en 1976, à Alger 1983 et à Moscou en 1985.